# Ограничивающий фактор (экология)
Ограничивающие факторы — экологические факторы, при выходе которых за границы максимума или минимума организму или популяции грозит гибель. Это происходит несмотря на другие факторы, которые могут быть благоприятными. Самым жестким ограничивающим фактором считается вода.

## Примеры
- В период размножения и начала развития все животные и растения очень чувствительны к низким температурам, взрослые же особи их легко переносят
- Растение недотрога вянет, если воздух не насыщен водяными парами, а ковыль хорошо переносит засуху
- Ручьевая форель благополучно обитает в воде с содержанием кислорода не менее 2 мг/л, но если содержание кислорода падает ниже 1,6 мг/л, то форель гибнет. В данном случае недостаток кислорода — ограничивающий фактор для форели.
- Биотические факторы, например, более сильные конкуренты у хищных животных или недостаток опылителей у растений и другие вещества.

## История открытия
Значение впервые было установлено в 1840 году, немецким химиком и основателем почвоведения Ю. Либихом. Изучая влияние на рост растений химических веществ почвы, он сформулировал принцип, согласно которому величина и устойчивость урожая определяется веществом, содержащимся в критически малом количестве.